# Direktorat Ukrajine
Direktorat ali Direktorij Ukrajine (ukrajinsko Директорія, latinizirano: Dyrektorija) je bil začasni kolegijski revolucionarni državni odbor (začasna vlada) Ukrajinske ljudske republike, ustanovljen 13. in 14. novembra 1918 med zasedanjem Ukrajinske narodne zveze v uporu proti ukrajinski državi. Med protihetmansko vstajo so ga preimenovali v Izvršni svet za državne zadeve (ukrajinsko Рада Завідуючих Державними Справами, latinizirano: Rada Zavidujučyh Deržavnymy Spravamy). Delavski kongres Ukrajine je 23.–28. januarja 1919 razširil njegova pooblastila. 
Po neuspešnih poskusih zbrati člane odbora je bil Direktorat  10. novembra 1920 razpuščen. 12. novembra 1920 je bil Izvršni svet z zakonom o začasni vrhovni oblasti in zakonodajnem sistemu UNR preoblikovan v vlado z enim samim članom. 

## Uvod
Direktorat je bil oblikovan kot začasen organ, ki bi deloval do izvolitve novega sveta za sestavo strokovne vlade. Odločeno je bilo, da se  delovanje centralne Rade, ki sta jo podpirala eserska centralista Mihajlo Hruševski in Vsevolod Golubovič, ne obnovi. Novi svet, imenovan Delavski kongres, je Direktorat imenoval za izredni vladni organ za zaščito republike. Zadolžen je bil za sprejemanje zakonov v odsotnosti Delavskega kongresa zaradi političnih razmer v državi, medtem ko je Svet ljudskih ministrov imel izvršilna pooblastila. Direktorat je sestavljalo pet delegatov iz različnih strank in predstavniških skupin. 

## Člani
10. februarja 1919 je vlado zapustil Viničenko v upanju, da bo Direktorat vzpostavil prijateljske pogovore s predstavniki Antante. Drugi člani vlade so domnevali, da je zapustil vlado zaradi nesoglasij s Petljuro glede državnih zadev. Ker je Petljura zapustil Ukrajinsko socialdemokratsko delavsko stranko, se je politična sestava vlade spremenila in ni bila več tista, ki je podpisala Brestlitovski sporazum Ukrajine s Centralnimi silami 9. februarja 1918. V tej luči je bil imenovan novi predsednik vlade Sergij Ostapenko, ki je vodil svojo nesocialistično vlado od 11. februarja 1919. Ko so pogovori z Antanto propadli, je Ostapenka 9. aprila 1919 zamenjal Boris Martos.
    : Predsednik Direktorata
| Ime                 | Stranka | Stranka                                                                 | Začetek mandata   | Konec mandata     |
| ------------------- | ------- | ----------------------------------------------------------------------- | ----------------- | ----------------- |
| Volodimir Viničenko |         | Ukrajinska socialdemokratska delavska stranka                           | 14. november 1918 | 11. februar       |
| Simon Petljura      |         | Ukrajinska socialdemokratska delavska stranka (delegat Seških strelcev) | 14. november 1918 | 10. november 1920 |
| Fedir Švec          |         | Neodvisni (delegat kmečkih združenj)                                    | 14. november 1918 | 21. maj 1920      |
| Andrij Makarenko    |         | Neodvisni (delegat železniških delavcev)                                | 14. november 1918 | 21. maj 1920      |
| Opanas Andrijevski  |         | Neodvisni                                                               | 14. november 1918 | 29. april 1919    |
| Jevgen Petruševič   |         | Ukrajinska narodnodemokratska zveza                                     | 22. januar        | ni znano          |

## Seznam vlad
V dveh letih od decembra 1918 do novembra 1920 se je zvrstilo pet vlad, preden je Direktorat konec leta 1920 odšel v uradno izgnanstvo. Med 15. decembrom in 25. decembrom 1918 je prišlo do nesoglasja med revolucionarnim komitejem v Kijevu in začasno izvršno oblastjo, Svetom za državne zadeve (TRZDS) v Vinici. Trajalo je nekaj tednov, preden je bila 26. decembra oblikovana nova vlada, ki jo je vodil Volodimir Čehivski kot predsednik Sveta ljudskih ministrov (ministrski predsednik). 
| Začetek           | Konec             | Ministrski predsednik |
| ----------------- | ----------------- | --------------------- |
| 26. december 1918 | 13. februar 1919  | Volodimir Čehivski    |
| 13. februar 1919  | 9. april 1919     | Sergij Ostapenko      |
| 9. april 1919     | 27. avgust 1919   | Boris Martos          |
| 27. avgust 1919   | 26. maj 1920      | Izak Mazepa           |
| 26. maj 1920      | 12. november 1920 | Vjačeslav Prokopovič  |

## Zgodovina
Decembra 1918 je bil po ustanovitvi Direktorata odstavljen hetman Ukrajine Pavlo Skoropadski.

### Okrevanje Ukrajine po ukinitvi hetmanata
S porazom centralnih sil v prvi svetovni vojni se Skoropadski ni mogel več zanašati na podporo Nemčije in Avstro-Ogrske. 13. novembra 1918 so njegovi nasprotniki ustanovili rivalsko telo, imenovano Direktorat, katerega sile so vodili reformirani Seški strelci. Večina vojakov Skoropadskega se je med enomesečno ukrajinsko državljansko vojno pridružila Direktoratu. Skoropadski se je nato obrnil na nekatere ruske častnike, ki so se borili skupaj z Antonom Denikinom, in jih oblikoval v posebni korpus, vendar te enote niso bile dovolj močne, da bi se soočile z enotami Direktorata. 19. decembra 1918 so čete Direktorata zavzele Kijev in strmoglavile režim Skoropadskega.  
Direktorat je ponovno ustanovil Ukrajinsko ljudsko republiko (ULR). Novi režim je bil razpet med nacionalističnimi strankami, vključno s Stranko kmečkih demokratov, in frakcijami, ki so zagovarjale federalno zvezo z Rusijo. Na koncu je bila zamisel o ponovni ustanovitvi centralne Rade opuščena, pri čemer so najpomembnejši pravni akti ostali v veljavi. Direktorat je 26. decembra 1918 objavil svojo deklaracijo o odpravi hetmanata. 
Konec leta 1918 je začel v Direktoratu prevladovati ukrajinski vojskovodja Simon Petljura. 
Vojska ULR se je soočala s številnimi sovražniki: na severovzhodu z boljševiki, na jugovzhodu z rusko Belo armado,  na jugozahodu z Romuni, ki so zahtevali ozemlja v Bukovini in Galiciji, in francoskimi intervencijskimi silami, ki so decembra 1918 zavzele Odeso, da bi zapolnile praznino v oblasti po umiku Avstrijcev in Nemcev. Ko je vojska ULR dosegla nekaj razumevanja med Francozi in Romuni, je lahko več sil usmerila na druge fronte.

## Zamenjava oblasti (1919-1920)
Ko so januarja 1919 izbruhnili večji spopadi, so bili Ukrajinci potisnjeni nazaj in februarja 1919 je Kijev padel. Vlada se je 5. februarja 1919 preselila v Vinico in ob tem izvedla politični trik: Direktorat je odstop Volodimirja Viničenka, ki je bil preveč znan, poskušal prikazati kot spremembo pristojnosti v ukrajinski vladi in morda doseči sprejemljivost v Antanti. Položaj predsednika direktorata je 11. februarja 1919, teden dni po selitvi vlade v Podolje, prevzel Petljura. Pogovori z Antanto so ostali brez rezultatov. Do maja 1919 so bile vojske Direktorata stisnjene na ozek pas zemlje okoli Brodija. Direktorat se je nato pogajal s poljsko vlado, ki je Ukrajince napadala od zadaj. Po sklenitvi premirja s Poljsko so lahko Ukrajinci krenili v protinapad, ponovno zavzeli Podolje ter ustanovili novo prestolnico v Kamjanec-Podilskem. Julija so se silam ULR pridružile sile Zahodnoukrajinske republike, ki so jih Poljaki izrinili iz Galicije. Poleti in jeseni istega leta sta Denikin in njegova Bela armada začela ofenzivo proti Rdeči armadi. Bela armada je Rdečo armado iztisnila iz osrednje in vzhodne Ukrajine in s tem dala Direktoratu še eno priložnost, da si povrne Kijev. Nenehni protinapadi Rdeče armade in smrtonosna epidemija tifusa so povzročili, da so bile vse Petljurove sile potisnjene iz Ukrajine na ozemlje Poljske. Znotraj Direktorata je prišlo do politične krize, ker so se nekateri člani močno vmešavali v zadeve Sveta ljudskih ministrov. Švec in Makarenko sta bila zato poslana urejat državne zadeve v tujino. Kasneje maja 1920 se na zahtevo Petljure, naj se vrneta, nista odzvala in bila odpuščena. 
Leta 1920 se je poljska vojska reorganizirala, da bi s pomočjo dveh novih ukrajinskih divizij pripravila ofenzivo proti Denikinovim silam. Sporazum med ULR in Poljsko, sklenjen aprila 1920, je predvideval kombinirane operacije obeh vojsk pod vrhovnim poljskim poveljstvom. Poljska je hkrati zahtevala svojo suverenost nad ozemljem nekdanje Zahodnoukrajinske ljudske republike z mejo, ki poteka po reki Zbruč. V sovjetsko-poljski vojni so Poljaki in Ukrajinci leta 1920 drug ob drugem napredovali proti vzhodu. Po osvojitvi Kijeva je bila ponovno ustanovljena Ukrajinska ljudska republika. Manj kot mesec dni kasneje so se morali Poljaki in Ukrajinci umakniti zaradi sovjetske poletne protiofenzive in podpisati premirje. Zelo razočarana Ukrajinska ljudska republika je sama sprožile napad na Rdečo armado s poljskega ozemlja, vendar je bila hitro premagana in prisiljena na umik v Galicijo. Leta 1920 je Poljska z Riškim mirovnim sporazumom zaključila mejni spor s Sovjetsko zvezo in s tem razveljavila Varšavski sporazum. Riški mirovni sporazum je zahodno Ukrajino razdelil med Poljsko, Češkoslovaško in Madžarsko. Nad preostalo Ukrajino je dobila oblast Sovjetska zveza in ustanovila Ukrajinsko SSR.

## Normativni akti
Direktorat je na začetku kmetom in delavcem podelil pravice, določene z zakoni, ki jih je sprejela Centralna rada: 
Direktorat Ukrajinske ljudske republike razglaša, da do dokončne rešitve zemljiške reforme vsa mala kmečka posestva in vsa delavska posestva ostanejo v njihovi uporabi, medtem ko se preostala zemljišča prenesejo na kmete z malo zemlje ali brez nje. Prednost pri delitvi zemljiških posesti bodo imeli tisti, ki so se pridružili republikanskim silam v boju z nekdanjim hetmanom. Vrhovno oblast nad zemljo ima Direktorat Ukrajinske ljudske republike. Izjava se nanaša tudi na samostansko, cerkveno in državno posest. Za izvedbo reforme je bil organiziran Ljudski zemljiški odbor ...
Direktorat je preklical vse zakone nekdanje hetmanske vlade v zvezi z delavsko politiko. Ponovno je bil vzpostavljen osemurni delavnik, praksa kolektivnih pogodb, pravica do koalicijskih in aktivističnih stavk ter razni drugi normativni akti. 